# Zaak-Kucam
De zaak-Kucam is een Belgische strafzaak en politieke affaire rond de N-VA-politicus Melikan Kucam en diens Assyrische entourage in Mechelen. Kucam en negen medeplichtigen, onder wie zijn zoon en vrouw, werden op 12 januari 2021 veroordeeld door de correctionele rechtbank van Antwerpen voor mensensmokkel, passieve corruptie, afpersing en bendevorming in verband met de aflevering van humanitaire visa. Als "initiatiefnemer" aangesteld door voormalig staatssecretaris voor Asiel en Migratie Theo Francken, verdiende Kucam grof geld aan de 326 personen die hij op de lijst voor een visum plaatste. Na zijn veroordeling hield hij zijn onschuld vol en kondigde hij hoger beroep aan.

## Context
Tijdens de Syrische Burgeroorlog maakte staatssecretaris Francken vanaf 2015 een beleid om christenen via humanitaire visa naar België te halen en asiel te verlenen. Hij besprak zijn plannen met het UNHCR, maar dat weigerde om vluchtelingen te selecteren alleen op religieuze overtuiging. Daarop deed Francken een beroep op ervaren organisaties zoals Sant'Egidio, maar ook op individuele "initiatiefnemers", onder wie zijn partijgenoten Karim Van Overmeire en Melikan Kucam. De personen aangebracht door deze initiatiefnemers dienden enkel een veiligheidsscreening te ondergaan en moesten niet voldoen aan andere criteria van kwetsbaarheid. Op de ongeveer 1500 personen die zo een visum bekwamen, waren er 326 aangebracht door Kucam, waarvan er 293 naar België reisden. Voor de aflevering moesten ze zich begeven naar het Belgische consulaat te Beiroet in Libanon, waar sommigen al verbleven.
Kucam was in 1983 als asielzoeker naar België gekomen en had zich rond 2011 lid gemaakt van de N-VA. In Mechelen werd hij gemeenteraadslid. Hij liet verschillende keren Francken overkomen, met wie hij bevriend was en op wiens huwelijk hij aanwezig was. Vóór de gemeenteraadsverkiezingen van 2018 kwamen uit de Assyrische gemeenschap klachten naar boven over louche praktijken en een exuberante levensstijl van Kucam, die door burgemeester Bart Somers werden overgemaakt aan de politie. Francken kreeg dergelijke klachten naar eigen zeggen in oktober 2018 en opnieuw in december, maar gaf ze niet door aan het gerecht omdat hij meende dat het om ongeloofwaardige geruchten ging.

## Pano-reportage  en aanhouding
De affaire kwam in de openbaarheid door een reportage van Pano op VRT op 15 januari 2019. Francken was op dat moment geen staatssecretaris meer omdat zijn partij de regering had verlaten vanwege het VN-Migratiepact. In Pano getuigden verschillende bronnen uit de Assyrische gemeenschap dat Kucam tegen betaling Belgische humanitaire visa regelde voor Syrische christenen en dat hij daar 2.000 tot 10.000 euro voor vroeg. Alle betalingen gebeurden cash en via tussenpersonen. Volgens de reportagemakers moest Kucam tienduizenden euro hebben verdiend aan de zwendel. Ze hadden geen aanwijzingen dat het kabinet-Francken op de hoogte was van de praktijken. Francken uitte op Twitter de beschuldiging dat de reportage indirect ook hem wilde beschadigen.
Diezelfde dag van de uitzending werd Kucam opgepakt voor verhoor en twee dagen later vaardigde de onderzoeksrechter een aanhoudingsbevel uit tegen hem. Het parket had Kucam al in het vizier door telefoontaps in het kader van een onderzoek naar de Turks-Assyrische clan Yaramis, die verdacht werd van drugs- en wapenhandel, schriftvervalsing, witwassen en omkoping. Kucam is getrouwd met een vrouw uit deze familie. 
Nog op 15 januari werd Kucam geschorst als lid van de N-VA, maar hij bleef lid van de Mechelse gemeenteraad, al daagde hij niet meer op. Tot oktober 2019 zat hij in voorhechtenis en tot maart 2020 was hij vrij onder voorwaarden met een enkelband. Zijn zoon was eind januari 2019 ook opgepakt en kwam een tweetal maanden later vrij onder voorwaarden.

## Hoorzitting
Op 13 februari 2019 verdedigde Francken zijn vroegere beleid op een hoorzitting in de Kamercommissie. Hij verklaarde ermee te worstelen dat hij misschien goedgelovig was geweest en stelde voor om tussenpersonen in de toekomst te laten screenen door de politie. De commissieleden vonden dit onvoldoende. Wouter De Vriendt (Groen!) sprak van een complete ontsporing en een beleid dat doorspekt was geweest van onzorgvuldigheid en van cliëntelisme.

## Veroordeling
De hoofdbeklaagde Melikan Kucam kreeg een celstraf van acht jaar en een boete van 696.000 euro. Hij werd veroordeeld voor mensensmokkel, passieve omkoping, afpersing en leiderschap van een criminele organisatie. Ook zijn zoon Emanuël en zijn echtgenote Birsen Y. werden veroordeeld, respectievelijk tot vier jaar en veertig maanden opsluiting en geldboetes van 216.000 en 32.000 euro. De rechtbank sprak ook de verbeurdverklaring van 522.000 euro van de familie Kucam uit en ze werden voor tien jaar uit hun politieke rechten ontzet. De vraag tot onmiddellijke aanhouding van het parket werd afgewezen. Zeven mededaders werden eveneens veroordeeld. 
In zijn vonnis achtte de rechtbank het bewezen dat Kucam bedragen van 2.150 tot 7.500 euro vroeg om iemand een visum te geven, terwijl voor de aanvraag wettelijk niet meer dan 350 euro administratieve kosten verschuldigd waren. De hogere bedragen werden gevraagd aan zij die van plan waren onmiddellijk door te reizen naar Zweden of andere landen, wat strijdig was met de procedure. Het stond volgens de rechtbank vast dat veel personen geen asiel aanvroegen en zonder een spoor verdwenen. Van de 326 mensen die door tussenkomst van Kucam een visum kregen, hebben er zich 101 nooit aangemeld voor een asielaanvraag in België. Het betaalde geld was volledig cash: in een kluis op naam van Kucams echtgenote troffen de speurders 390.800 euro aan, naast een pistool en munitie. De rechter tilde zwaar aan de bedreigingen en represailles waarmee Kucam en zijn zoon de vluchtelingen bestookten.
De rechtbank sprak zich uitdrukkelijk niet uit over eventuele gebreken in de professionaliteit en de controle aangaande het systeem van humanitaire visa opgezet door Francken en diens kabinet. Hun strafrechtelijke aansprakelijkheid was niet in het geding. Wel maakte de rechtbank de feitelijke vaststelling dat er vanuit het kabinet-Francken geen duidelijke opvolging was of de personen die een visum hadden gekregen zich aanboden voor de asielprocedure.

### Beroep
Onmiddellijk na de veroordeling dienden de advocaten van Kucam beroep in tegen het vonnis. Zij bleven aanhouden dat hun cliënt onschuldig is. 
Kucam was hangende het beroep in vrijheid gesteld. In juni 2022 werd hij ook in beroep veroordeeld voor mensensmokkel en passieve omkoping. Hij kreeg vijf jaar cel, een boete van 48.000 euro en een verbeurdverklaring van 490.000 euro. Er werd nog cassatieberoep aangetekend, maar dat werd in 2023 verworpen.

## Politieke reacties
Theo Francken (N-VA) verklaarde dat Kucam volgens het vonnis misbruik had gemaakt van zijn functie als contactpersoon en dat een zware straf gepast was. Zijn opvolger Sammy Mahdi (CD&V) zei dat hij het systeem van de humanitaire visa transparanter aan het maken was omdat dit de enige manier was om cliëntelisme te vermijden. Parlementslid Ben Segers benadrukte dat er onder Francken niemand van de door Kucam aangebrachte personen was geweigerd, dat er geen controle was en geen opvolging of binnengekomen personen al dan niet asiel aanvroegen en al dan niet in het land bleven.
De dag na het vonnis stelde Francken op Twitter dat hij politiek eindverantwoordelijke was voor de feiten, maar dat hij geen ontslag meer kon nemen.

## Voetnoten
1. ↑  Vonnis van de rechtbank van eerste aanleg Antwerpen d.d. 12 januari 2021. Gearchiveerd op 13 januari 2021. Geraadpleegd op 14 januari 2021.
2. ↑  Geschorst gemeenteraadslid Melikan Kucam 8 jaar naar cel voor mensensmokkel en gesjoemel met humanitaire visa, VRT NWS, 12 januari 2021
3. ↑  How Belgian government got caught up in human smuggling, euobserver.com, 14 januari 2021
4. ↑  Karim Van Overmeire regelde humanitaire visa voor christelijke Syriërs, apache.be, 18 januari 2019
5. 1 2 3  Hoe zit het nu met die humanitaire visa? Vijf vragen en antwoorden, één week na "Pano", VRT NWS, 22 januari 2021
6. ↑  Vonnis van de rechtbank van eerste aanleg Antwerpen d.d. 12 januari 2021, p. 43 en 68
7. ↑  Een herder die niet vies is van blingbling, De Standaard, 17 januari 2019
8. ↑  Pano: Zijn humanitaire visa te koop?, VRT NU, 15 januari 2019
9. ↑  @FranckenTheo: Wacht eens even, de @vrtnws @vrtpano gaat wel niet zomaar wegkomen met totaal verkeerde vertaling van cruciaal fragment uit reportage die indirect ook mij wil beschadigen. (Tweet) – via Twitter.
10. ↑  De ‘bemiddelaar’ moet acht jaar de cel in, De Standaard, 13 januari 2021
11. ↑  Mechels gemeenteraadslid Melikan Kucam mag enkelband afdoen: gerecht laat hem vrij onder voorwaarden, VRT NWS, 10 maart 2020
12. ↑  Theo Francken (N-VA) over humanitaire visa: "Tussenpersonen laten screenen door politie voor extra politieke dekking", VRT NWS, 13 februari 2019
13. ↑  Vonnis van de rechtbank van eerste aanleg Antwerpen d.d. 12 januari 2021, p. 34
14. ↑  Vonnis van de rechtbank van eerste aanleg Antwerpen d.d. 12 januari 2021, p. 32
15. ↑  Melikan Kucam ook in beroep veroordeeld voor mensensmokkel en corruptie. De Standaard (30 juni 2022). Gearchiveerd op 30 juni 2022. Geraadpleegd op 30 juni 2022.
16. ↑  Voormalig N-VA’er Melikan Kucam zit effectief in cel nu cassatieberoep verworpen werd. De Standaard (27 mei 2023). Gearchiveerd op 28 mei 2023. Geraadpleegd op 28 mei 2023.
17. ↑  Theo Francken na veroordeling Kucam: "Zware straf is gepast, maar ik blijf achter mijn beleid staan", VRT NWS, 12 januari 2021
18. ↑  ‘Politiek was ik eindverantwoordelijke’, geeft Francken toe na veroordeling Kucam, De Morgen, 13 januari 2021